# Аљма (биљка)
Аљма или зимски лук је вишегодишња биљка из рода Allium, пореклом од дивљег лука који расте на обалама Бајкалског језера одакле се проширио по читавој Европи. Гаји се ради листова, који су шупљи, цилиндрични, висине 30 до 40 центиметара, ширине 1 до 2 центиметра и расту у густом буцену. Формира такође и луковице које су доста мекане и ситне, али веома пријатног укуса. Аљма је веома слична и сродна црном луку. Постоје две врсте: црвена чврста аљма и бела аљма. Код црвене су луковице покривене до половине струка црвенкастом љуском, а бела аљма је мање љута, укуснија од црвене, али је и осетљивија на зиму.